# Iguana delicatissima
Iguana delicatissima é uma espécie de réptil da família Iguanidae. Popularmente conhecida como iguana-do-caribe (português brasileiro) ou iguana-das-caraíbas (português europeu). Ocorre em ilhas das Pequenas Antilhas como Anguilla, Bonaire, São Eustáquio, Saba, Dominica, Guadalupe, Martinica e São Bartolomeu